# Skierrifälis
Skierrifälis är en kulle i Finland. Den ligger i Utsjoki kommun i landskapet Lappland, i den norra delen av landet, 1 000 km norr om huvudstaden Helsingfors. Toppen på Skierrifälis är 412 meter över havet. Skierrifälis ingår i Paistunturit.
Terrängen runt Skierrifälis är huvudsakligen platt, men västerut är den kuperad.  Trakten runt Skierrifälis är nära nog obefolkad, med mindre än två invånare per kvadratkilometer. Det finns inga samhällen i närheten. Omgivningarna runt Skierrifälis är i huvudsak ett öppet busklandskap.